# 스탑북
스탑북(stopbook)은 한국학술정보에서 제공하는 개인형 출판 관련 포토북 제작 사이트로 2008년 3월에 시작되었다. 개인형 출판 이외에도 포토북, 사진책, 포토진, 스탑툰, 포토갤러리 검색 등을 제공하고 있다. 
'stopbook'은 시간을 멈추고(stop) 책(book)을 만든다는 stop + book의 합성어이다. 